# Julia Preussger
Julia Preussger (gebürtig Belger; * 26. Februar 1994) ist eine ehemalige deutsche Skilangläuferin und Bergläuferin. Sie gehörte ab 2015 dem Zoll-Ski-Team an.

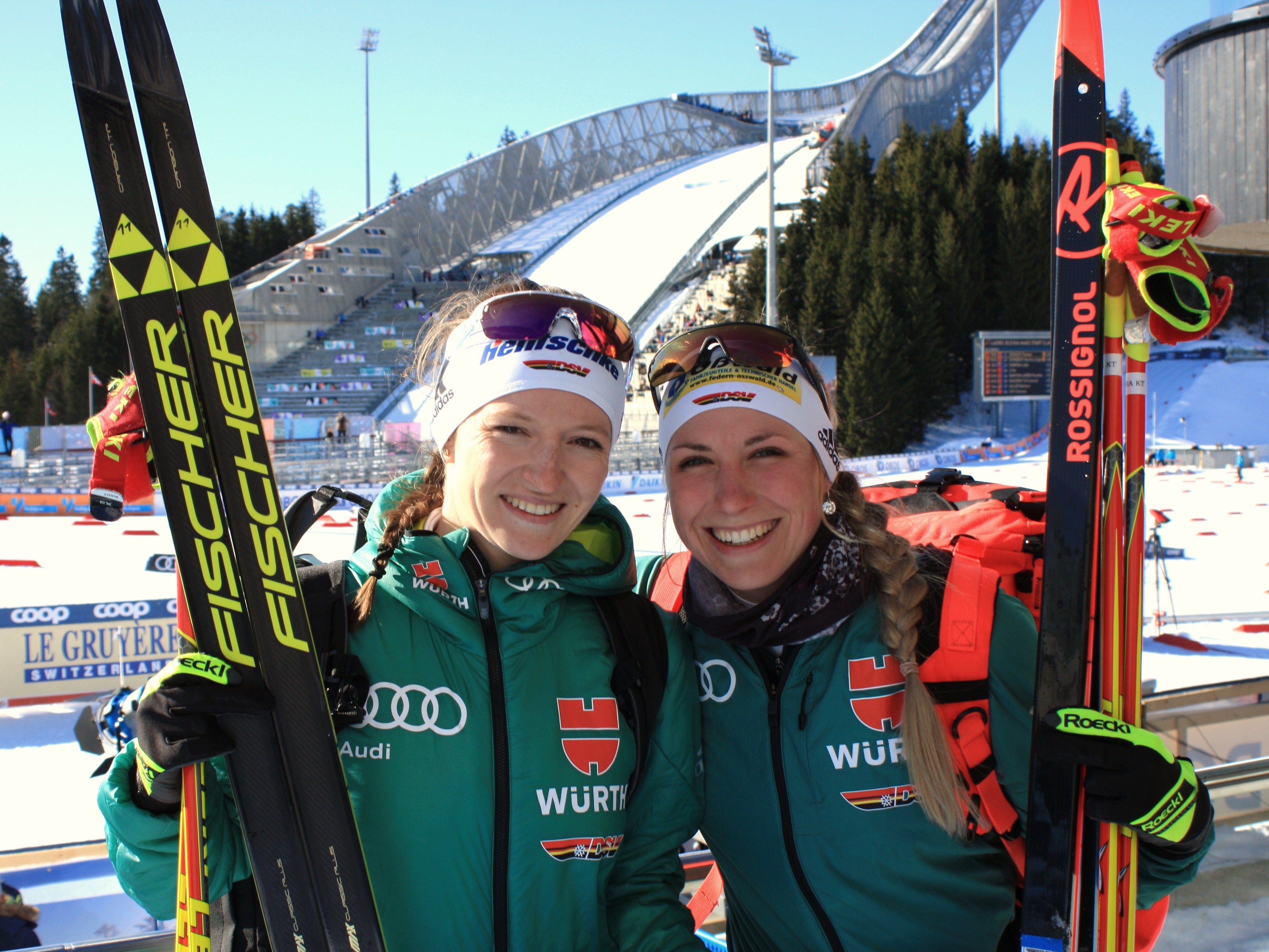
Julia Belger (links) mit Antonia Fräbel am Holmenkollen, 10. März 2019

## Werdegang
Belger gewann bei den Junioren-Weltmeisterschaften 2013 in Liberec die Bronzemedaille mit der deutschen Staffel und wurde Zehnte über 5 km Freistil sowie Siebte im Skiathlon. Im Dezember 2013 gab sie bei der Tour de Ski ihr Debüt im Weltcup, wo sie bei den ersten beiden Etappen die Punkteränge verfehlte und zum dritten Teilstück nicht mehr antrat. Bei den Junioren-Weltmeisterschaften 2014 im Fleimstal belegte Belger Rang neun im Skiathlon, Platz fünf über 5 km klassisch und wurde Vierte mit der Staffel. Anschließend startete sie in Oberwiesenthal erstmals im Alpencup, wo sie sich mit Rang vier über 10 km klassisch gleich unter den besten Fünf platzierte. Im Dezember 2014 gelang ihr beim erst vierten Start mit Rang drei über 5 km klassisch in Hochfilzen die erste Podiumsplatzierung im Alpencup. Anfang Januar 2015 nahm Belger erneut an der Tour de Ski teil, beendete das Rennen aber erneut nach zwei Etappen ohne Weltcuppunkte erzielen zu können. Eine Woche später startete sie beim Alpencup in Oberwiesenthal, wo sie nach Rang 14 im Sprint und Platz sieben über 10 km Freistil das 10-km-klassisch-Rennen gewann. Im Anschluss nahm Belger an den U23-Weltmeisterschaften in Almaty teil, wo sie Platz 18 über 10 km Freistil und Rang acht im Skiathlon belegte. Zwei Wochen darauf erreichte sie beim Alpencup in Campra als Zweite über 10 km klassisch erneut das Podium. Zu Beginn der Saison 2015/16 wurde Belger beim Alpencup in Prémanon Vierte über 10 km Freistil und gewann über 10 km klassisch ihr zweites Rennen der Serie. Im weiteren Saisonverlauf errang sie dreimal den dritten und zweimal den zweiten Platz und gewann damit die Gesamtwertung des Alpencups. Bei den U23-Weltmeisterschaften 2016 in Râșnov belegte sie den siebten Platz über 10 km klassisch und den sechsten Rang über 10 km Freistil. Zu Beginn der Saison 2016/17 holte sie in Davos mit dem 17. Platz über 15 km Freistil ihre ersten Weltcuppunkte. Bei den U23-Weltmeisterschaften 2017 in Soldier Hollow errang sie jeweils den achten Platz im Skiathlon und über 10 km Freistil. Im Alpencup erzielte sie zwei zweite Plätze und erreichte damit den 12. Platz in der Gesamtwertung. Bei den deutschen Skilanglaufmeisterschaften 2017 in Oberwiesenthal wurde sie Zweite zusammen mit Monique Siegel im Teamsprint. In der Saison 2017/18 wurde sie, mit einem ersten und einem dritten Platz, Dritte in der Gesamtwertung des Alpencups. In der folgenden Saison siegte sie in der Verfolgung beim Alpencup in La Brassus und errang bei den deutschen Skilanglaufmeisterschaften 2019 in Reit im Winkl den dritten Platz im Massenstartrennen über 20 km Freistil und mit der Staffel von WSC Erzgebirge Oberwiesenthal den zweiten Platz. Im März 2022 beendete Preussger ihre Karriere.

### Berglauf
Bei den Deutschen Berglauf-Meisterschaften 2017 in Bayerisch Eisenstein belegte sie, für den OSC Löbau startend, den dritten Platz. Bei der Berglauf-DM 2019 in Breitungen/Werra lief sie auf den zweiten Platz.

## Siege bei Continental-Cup-Rennen
| Nr. | Datum             | Ort                     | Disziplin                       | Serie    |
| --- | ----------------- | ----------------------- | ------------------------------- | -------- |
| 1.  | 11. Januar 2015   | Oberwiesenthal          | 10 km klassisch Individualstart | Alpencup |
| 2.  | 13. Dezember 2015 | Prémanon                | 10 km klassisch Individualstart | Alpencup |
| 3.  | 17. Dezember 2017 | St. Ulrich am Pillersee | 10 km Freistil Massenstart      | Alpencup |
| 4.  | 3. März 2019      | Le Brassus              | 10 km klassisch Verfolgung      | Alpencup |